# Бубни (Житомирський район)
Бу́бни (раніше — Глюксталь, Бубно, Бубнів) — село в Україні, у Романівській селищній територіальній громаді Житомирського району Житомирської області. Кількість населення становить 21 особу (2001). До 1939 року — колонія. У 1923—34 роках — адміністративний центр колишньої однойменної сільської ради.

## Населення
У 1868 році чисельність населення становила 145 осіб, наприкінці 19 століття — 313 осіб, дворів — 52, у 1906 році — 346 жителів, дворів — 53, у 1910 році — 324 особи, на 1923 рік нараховувалося 65 дворів та 369 мешканців.
Відповідно до результатів перепису населення СРСР, кількість населення, станом на 12 січня 1989 року, становила 24 особи. Станом на 5 грудня 2001 року, відповідно до перепису населення України, кількість мешканців села становила 21 особу.

### Мова
Розподіл населення за рідною мовою за даними перепису 2001 року:
| Мова       | Відсоток |
| ---------- | -------- |
| українська | 100 %    |

## Історія
Колишнє лютеранське поселення Глюксталь (нім. Glückstal) на орендованих землях, лежало за 40 км південно-східніше Новограда-Волинського. Лютеранська парафія — Житомир. Були школа, молитовний дім.
За довідником 1885 року — сільце чиншовиків Баранівської волості Новоград-Волинського повіту Волинської губернії. Був молитовний дім.
Наприкінці 19 століття — колонія Баранівської волості Новоград-Волинського повіту, за 48 верст від Новограда-Волинського.
У 1906 році — колонія Баранівської волості (3-го стану) Новоград-Волинського повіту Волинської губернії. Відстань до повітового центру, м. Новоград-Волинський, становила 45 верст, до волосного центру, містечка Баранівка — 10 верст. Найближче поштово-телеграфне відділення розташовувалося в Баранівці.
У 1923 році увійшла до складу новоствореної Бубнівської сільської ради, котра, 7 березня 1923 року, включена до складу новоутвореного Баранівського району Житомирської (згодом — Волинська) округи; адміністративний центр ради. Відстань до районного центру, міст. Баранівка, становила 10 верст.
23 серпня 1934 року, відповідно до постанови Президії ВУЦВК «Про ліквідацію Бубнівської сільради Баранівського району», колонію передано до складу Фридріхівської (згодом — Підкозарківська) сільської ради Баранівського району Київської області. До 1939 року — колонія. Станом на 1 вересня 1946 року — хутір Підкозарківської сільської ради Баранівського району Житомирської області.
1 грудня 1952 року, внаслідок ліквідації Підкозарківської сільської ради, село передане до складу Полянківської сільської ради Баранівського району. 30 грудня 1962 року, в складі сільської ради, увійшло до Новоград-Волинського району. 7 січня 1963 року, відповідно до рішення Житомирського облвиконкому № 2 «Про зміну адміністративної підпорядкованості окремих сільських рад і населених пунктів», село включене до складу Вільшанської сільської ради Дзержинського району Житомирської області. 21 червня 1991 року, відповідно до рішення Житомирської обласної ради «Про внесення змін в адміністративно-територіальний устрій окремих районів», село включене до складу відновленої Ольшанської сільської ради Дзержинського (згодом — Романівський) району.
12 червня 2020 року, відповідно до розпорядження Кабінету Міністрів України № 711-р «Про визначення адміністративних центрів та затвердження територій територіальних громад Житомирської області», територію та населені пункти Ольшанської сільської ради Романівського району включено до складу Романівської селищної територіальної громади Житомирського району Житомирської області.